# Metak
|  | Maskinoversættelse og/eller tvivlsomt indhold Denne sides indhold bærer præg af at være en maskinoversættelse og/eller meget dårligt og uklart formuleret. Det vurderes at sproget er så dårligt og eventuelt forkert eller til at misforstå, at det bør omskrives eller oversættes på ny. Du kan hjælpe med at oversætte til korrekt dansk i denne og lignende artikler. Hvis dette ikke sker inden for kort tid, kan en sletning komme på tale. Se evt. denne sides diskussionsside eller i artikelhistorikken. |

Metak var en en kroatisk rokgruppe, der var aktiv fra 1978 til 1981.

## De første år: Che 1969-1977
Den fremtidige bassist og leder af bandet, Mirko Krstičević, dannede som 21-årig sit første band, kaldet Che, hvor han spillede basguitar. Efter Che lukkede, dannede Krstičević et rockeband, Metak, i 1978.

## Historie
Det oprindelige lineup var Ranko Boban (sanger), Mirko Krstičević (bas), Matko Jelavić (trommer), Željko Brodarić Jappa, et tidligere medlem af Delfini, (guitar). Deres første optræden var på Split Festival samme år. I 1978 underskrev Metak en kontrakt med Diskoton og udgav to singler, "Šijavica" og "Gastarbajterska." Samme år forlod Ranko Boban bandet for at skrive sange for bl. a. Bijelo Dugme . Željko Brodarić overtog Bobans vokalopgaver, og hans bror Zlatko blev medlem af bandet som guitarist. I 1979 udgav Metak deres første album, U Tetrapaku (In Tetrapak). Krstičević ønsker at udgive en ny 2 singler, "Da Mi Je Biti Morski Pas" og "Rock'n Roller", Even Tough It's Written af Brodarić Brothers, deres hit single, "Da Mi Je Biti Morski Pas" ("Gid jeg var en haj ") var en af de største jugoslaviske hits gennem alle tider og blev senere dækket af det split metal metalband Osmi Putnik . Det blev også en film med samme navn.  I 1979 udgav de to nye singler kaldet "Ona Ima Svoju Dragu Mamu" og Revoler, deres hit single, "Ona Ima Svoju Dragu Mamu" var et nummer 1 hit af bandet, samme år som de udgav deres første album, " U Tetrapaku ", Samme år, I 1980 var Metak på Bijelo Dugme 's Tour i JNA Stadium sammen med andre bands som Bijelo Dugme, Galija, Prljavo Kazalište, Parni Valjak, Aerodrom . De var på Poljud Staduim sammen med Galija, Azra, Drago Mlinarec, Aerodrom, Dado Topić .

## Medlemmer
- Željko Brodarić Jappa (guitar, vokal)
- Zlatko Brodarić (guitar)
- Mirko Krstičević (bas)
- Matko Jelavić (tromme, vokal)
- Doris Tomić (tastaturinstrumenter)
- Ranko Boban (vokal, 1978)

## Diskografi

### Albums
- U tetrapaku (Jugoton, 1979)
- Ratatatatija (Suzy, 1980)
- Da mi je biti morski pas (Croatia Records, 1995) - opsamling

### Singler
- Šijavica / Gastarbajterska (1978)
- Ona ima svoju dragu mamu / Revolver (1979)
- Da mi je biti morski pas / Rock 'n' Roller (1980)